# 색즉시공 시즌 2
《색즉시공 시즌 2》은 2007년 개봉한 임창정, 송지효 주연의 대한민국의 코미디 영화로, 2002년작 《색즉시공》의 속편이다. 전편의 감독이었던 윤제균은 각본과 제작에 참여했고, 조감독이었던 윤태윤이 연출직을 맡았다.
이시연이 성전환 수술을 받고 극중 역할상으로 실제와 같이 트랜스여성 역할로 출연하였다.

## 줄거리
전 여자친구와 헤어진 후, 법대생 은식은 수영 챔피언인 경아와 새로운 관계를 시작하려 한다. 경아는 과거의 아픔을 가지고 있지만, 은식은 친구들의 도움에도 불구하고 자신감을 잃어간다. 특히 매력적인 검사 기주가 경아에게 접근하면서 경쟁 구도가 형성된다.
경아는 고등학생 시절 성폭행을 당한 후 자살 시도까지 했었고, 이 트라우마로 인해 은식과의 성적인 관계에 어려움을 겪는다. 은식은 이러한 상황에 좌절감을 느끼지만, 결국 경아는 기주와 미국으로 떠나려다 은식에 대한 사랑을 깨닫고 그에게 돌아온다. 이 영화는 은식과 경아의 관계를 중심으로, 성적인 코미디 요소와 함께 경아의 아픈 과거와 그로 인한 심리적 갈등, 그리고 두 사람의 진실한 사랑을 그린다.

## 캐스팅
- 임창정 : 임은식 역
- 송지효 : 이경아 역
- 최성국 : 최성국 역
- 신이 : 경주 역
- 이상윤 : 기주 역
- 유채영 : 유미 역
- 이화선 : 영채 역
- 이시연 : 대학 역
- 선은정 : 지현 역
- 홍지영 : 보라 역
- 최현 : 상우 역
- 박영수 - 종민 역
- 명규 : 변태 2 역
- 박재웅 : 간호사 2 역
- 박종명 : 레지던트 역
- 김창성 : 신입생 역
- 최인숙 : 학장 역
- 최성웅 : 경비 역
- 장예란 : 사창가 은식녀 역
- 윤설희 : 사창가 성국녀 역
- 은혜 : 노출녀 역
- 이진운 : 수영부 코치 역
- 송재룡 : 형사 1 역
- 송민재 : 형사 2 역
- 이정훈 : 장내 아나운서 역
- 김태호 : 의사 역
- 이미경 : 치어리더 3 역
- 김청 : 경아 모 역 (특별출연)
- 데니스 강 : 성국 상대 역 (특별출연)
- 하지원 : 은효 역 (특별출연)
- 윤제균 : 역 (특별출연)
- 윤태윤 : 역 (특별출연)
- 이진성 : 역 (특별출연)